# Sentiero del Viandante
Il sentiero del Viandante è un percorso escursionistico costituito in gran parte da sentieri e mulattiere che fiancheggia il lato orientale del lago di Como e continua poi in Valtellina, partendo da Lecco e terminando a Morbegno. Il tragitto completo è lungo circa 75 km e viene solitamente percorso a tappe.
Nel 2020 è stato il primo cammino a essere certificato dal Touring Club Italiano.

## Il percorso
Il sentiero riprende una serie di tracciati che anticamente collegavano i paesi della sponda orientale del lago da Lecco a Colico e che facevano parte di un più ampio sistema di collegamento da Milano ai passi alpini, come il passo del Settimo. L'origine della rete di comunicazione non è certa, attribuita da alcuni a epoca romana. Sicuramente costituiva un sistema alternativo al trasporto tramite imbarcazioni sul lago, ma più scomodo, e collegava diverse fortificazioni presenti sul territorio.
Il tratto iniziale tra Lecco e Abbadia Lariana era in parte scomparso in seguito alla costruzione di più ampie vie di comunicazione (ultima la strada statale 36 ), ma dal 2021 è di nuovo completamente percorribile.
Tra la località Génico (Lierna) e il castello di Vezio (Perledo-Varenna) il percorso è oggi presentato con due possibili tracciati e la variante alta, considerata più antica, raggiunge quota 992 m presso la chiesa di San Pietro in località Ortanella (Esino Lario); in passato esisteva invece un maggior numero di diramazioni e percorsi alternativi. Era probabilmente utilizzato anche da pellegrini e sul percorso erano presenti antiche chiese e monasteri per l'accoglienza dei viandanti.
Dalla metà dell'Ottocento venne abbandonato per la realizzazione delle gallerie della strada dello Spluga, oggi strada provinciale del lago di Como, che migliorò notevolmente le modalità di trasporto.
(Cesare Cantù)

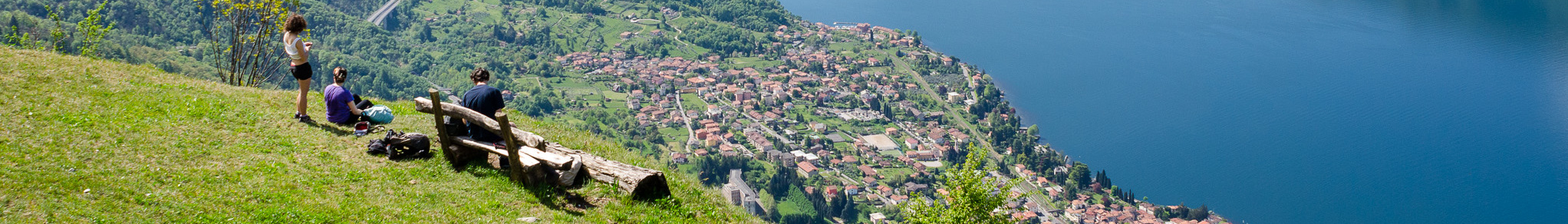
Il Sentiero del Viandante

Attualmente alcuni tratti del percorso sono su strade asfaltate, in prossimità o all'interno dei centri abitati.
Le guide indicano la divisione del percorso in un diverso numero di tappe; la presenza delle stazioni ferroviarie della linea Lecco-Tirano permette infatti agli escursionisti di stabilire tappe di diversa lunghezza.

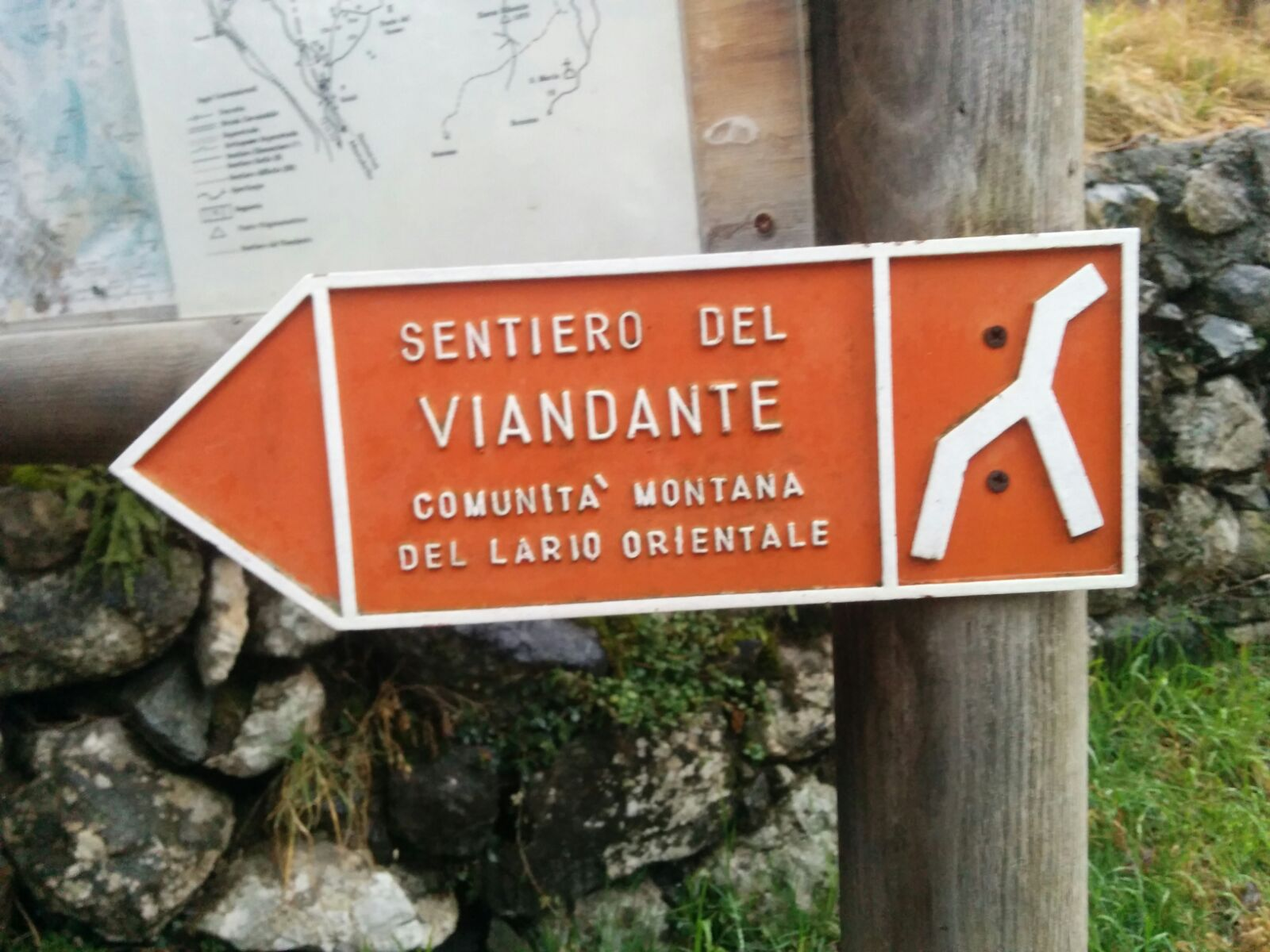
Segnavia
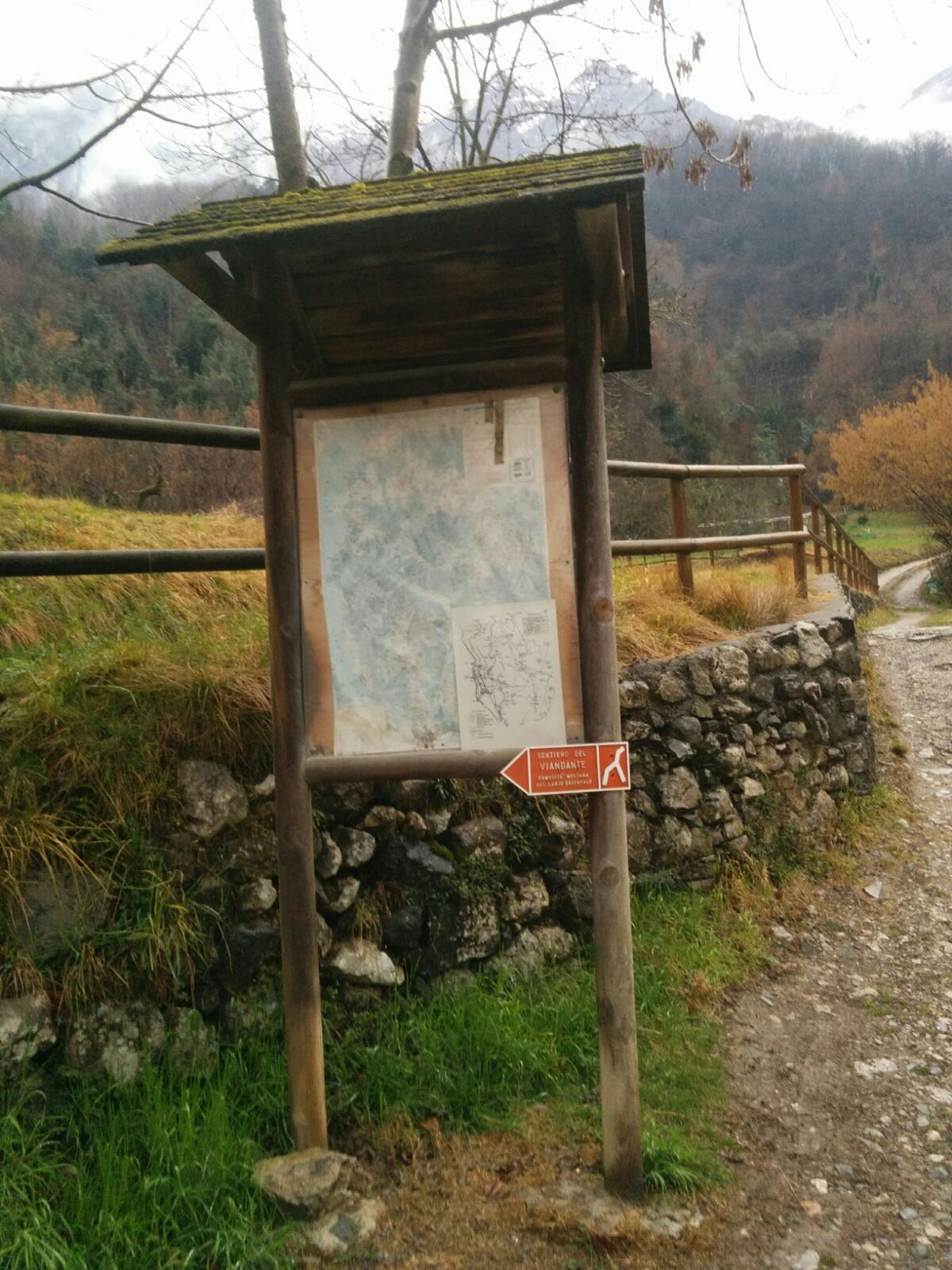
Bacheca con carta del percorso
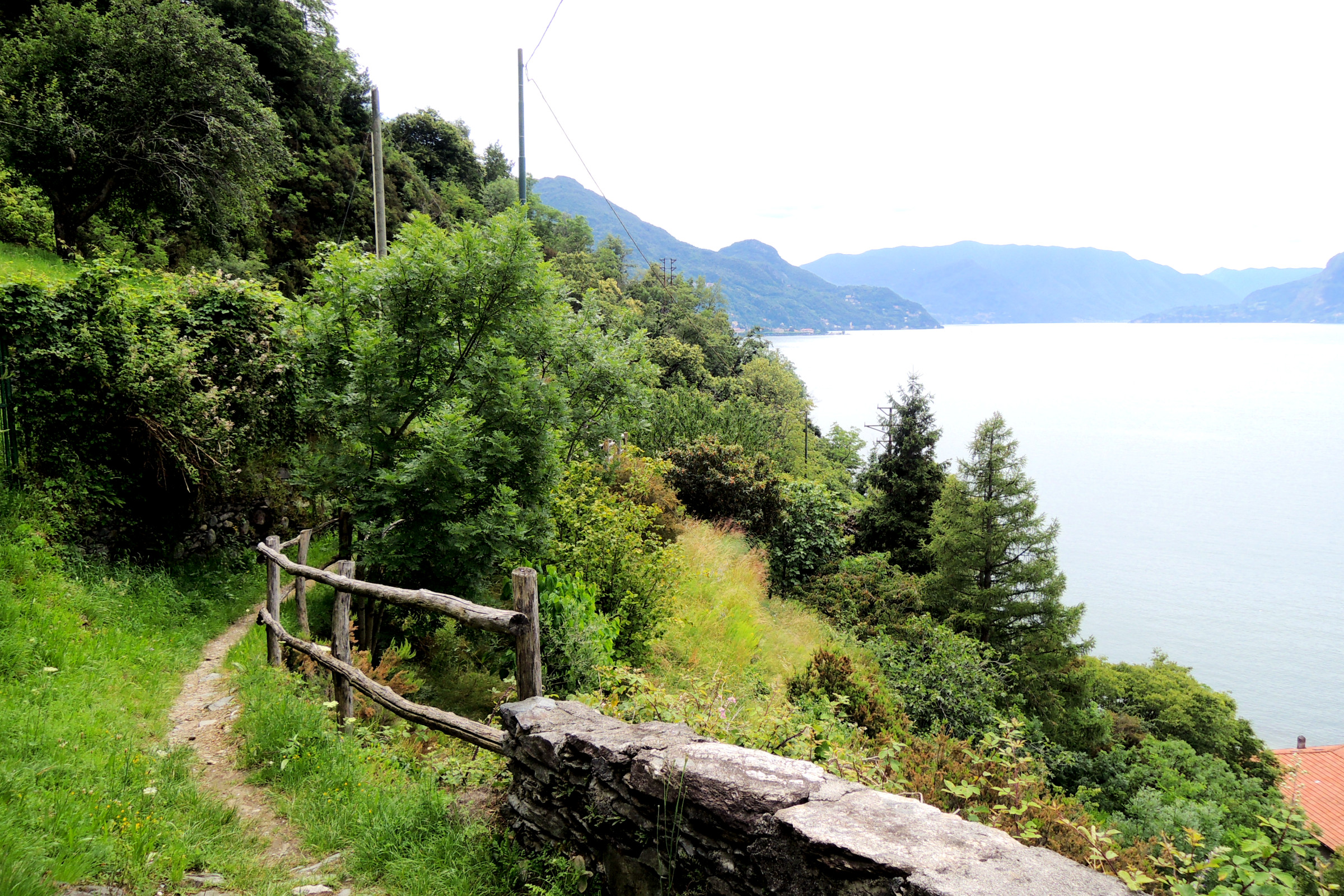
Tratto pianeggiante
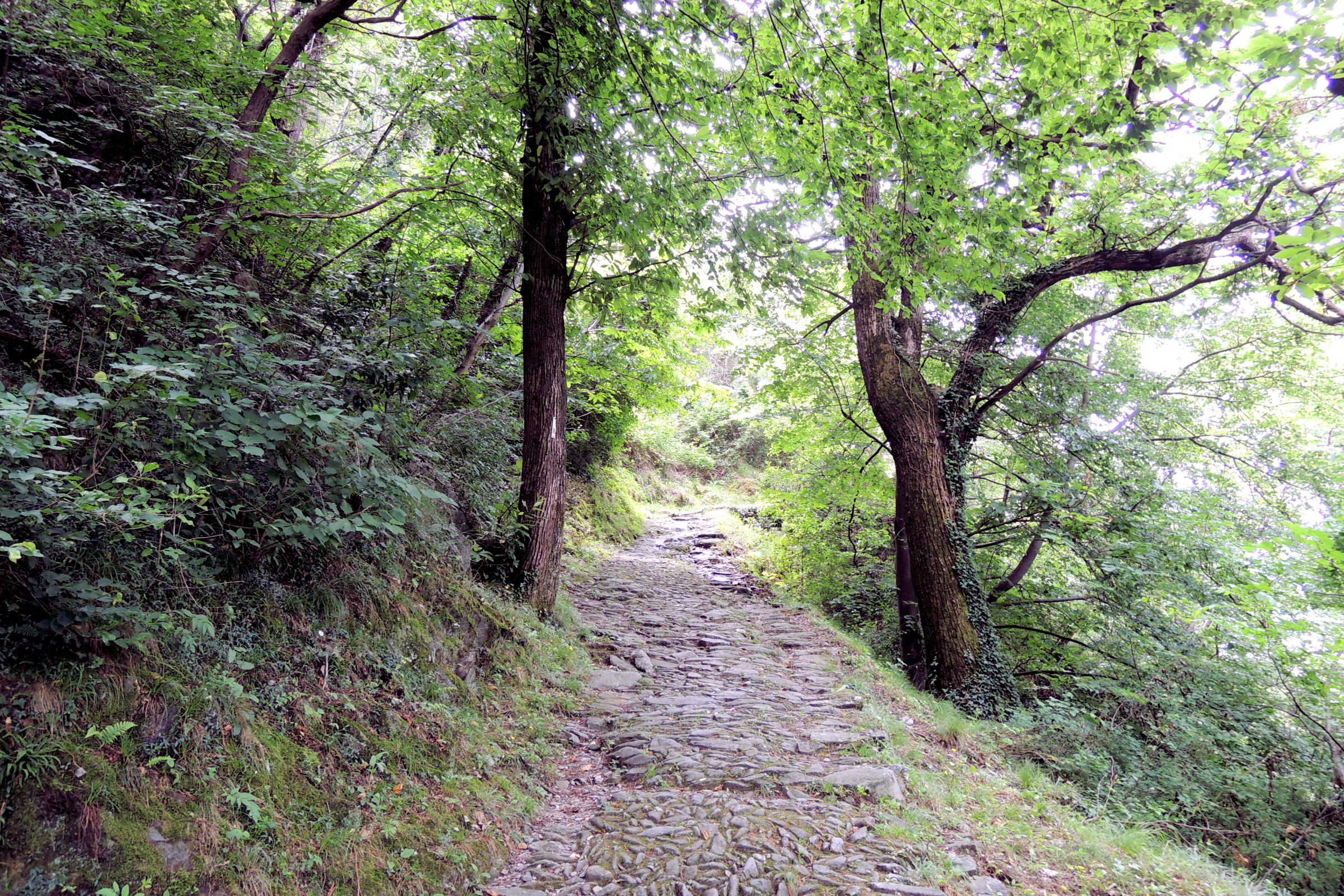
Tratto a mulattiera

## Il nome
Il nome "sentiero del Viandante" è di recente invenzione ed è riconducibile al 1992, quando venne completato il recupero e il ripristino dei vari tratti del percorso da parte dell'Azienda di promozione turistica del Lecchese. Il primo a interessarsi ad una riscoperta del sentiero fu Pietro Pensa, che scrisse anche un romanzo intitolato La strada del Viandante (1984).
In passato la strada di comunicazione della sponda orientale era nota come  "via Ducale" o "via Regia"; in epoca recente alcuni tratti ebbero la denominazione "Napoleona" per gli interventi di risistemazione effettuati in età napoleonica.

## Eventi sportivi
Dal 2014 con cadenza annuale lungo parte del percorso si svolge una manifestazione sportiva denominata Trail del Viandante.